# Odalgiro Gomes Corrêa
Odalgiro Gomes Corrêa (Palmeira das Missões, 1907 — Porto Alegre, 1989) foi um advogado, escritor, letrista e político brasileiro.
Mudou-se ainda jovem para Passo Fundo, onde passou a exercer a profissão de advogado. Lá conheceu sua esposa, Alzira, com quem foi casado por mais de cinquenta anos e teve dois filhos, Péricles e Eugênio.
Em 28 de outubro de 1939 foi indicado para ocupar a cadeira número 11 da Academia Passofundense de Letras. Foi eleito, em 3 de outubro de 1950, deputado estadual pelo antigo PSD, para a 38ª Legislatura da Assembleia Legislativa do Rio Grande do Sul, de 1951 a 1954. Na eleição seguinte, em 1954, ficou como segundo suplente de deputado federal, na chapa do PSD, tendo exercido por diversas vezes o mandato durante esse período.
Odalgiro compôs, ao longo dos anos, diversas músicas que se incorporaram ao cancioneiro regional gaúcho, dentre as quais se destaca Cantando a Minha Palmeira, música feita em parceria com José Mendes, e que se tornou um verdadeiro hino de sua terra natal, Palmeira das Missões. Odalgiro escreveu a letra, na qual se veem nítidos traços autobiográficos, e a José Mendes coube musicá-la. Essa mesma música foi regravada na voz de diversos outros intérpretes além do próprio José Mendes, destacando-se, mais recentemente, a versão de Osvaldir & Carlos Magrão, que consta do álbum Gaúcho Amigo, lançado pela dupla no ano de 2003.
Após abandonar a vida parlamentar, Odalgiro foi diretor jurídico do Banco Central do Brasil, cargo no qual se aposentou, no início da década de 1970, quando, então, deixou a Brasília e voltou a viver em Porto Alegre.
Odalgiro morreu dormindo, aos 82 anos, ao lado de sua esposa, no ano de 1989, de causas naturais.